# Agrodiaetus anticodiscoelongata
Agrodiaetus anticodiscoelongata är en fjärilsart som beskrevs av Ruggero Verity 1943. Agrodiaetus anticodiscoelongata ingår i släktet Agrodiaetus och familjen juvelvingar. Inga underarter finns listade i Catalogue of Life.